# USS Sawfish (SS-276)
L'USS Sawfish (SS-276) est un sous-marin de classe Gato construit pour l'United States Navy pendant la Seconde Guerre mondiale.
Sa quille est posée le 20 janvier 1942 au chantier naval de Portsmouth à Kittery, dans le Maine. Il est lancé le 23 juin 1942, parrainé par Mme Hattie Caraway (la première femme à être élue au Sénat des États-Unis) ; et mis en service le 26 août 1942 sous le commandement du lieutenant commander Eugene T. Sands.

## Historique
Il effectue sa première croisière dans la baie de Narragansett avant de se diriger vers Hawaï par le canal de Panama. Le Sawfish arrive à Pearl Harbor le 2 janvier 1943 et entame sa première patrouille le 31 janvier. Au cours de la guerre, il effectua dix patrouilles seul ou en wolfpack dans les eaux au large du Japon, de la Chine et de Taïwan, coulant de nombreux navires comme le sous-marin japonais I-29 ou le transport d'hydravions Kimikawa Maru. Il effectua également des missions de sauvetage où il secourra respectivement deux pilotes abattus au large de Taïwan les 16 octobre 1944 et 21 janvier 1945.
Lorsque la guerre s'achève, il sort de cale sèche et regagne Pearl Harbor. Il est désarmé le 26 juin 1946 au Mare Island Naval Shipyard et est converti en navire d’entraînement de la réserve navale en mai 1947. Il est vendu pour démolition le 2 décembre 1960.

## Décorations
Le Sawfish a reçu huit Battle stars pour son service pendant la Seconde Guerre mondiale.

## Dans la culture populaire
- Le nom USS Sawfish est utilisé pour désigner un sous-marin fictif à propulsion nucléaire dans le film On the Beach de 1959, où il est joué par le HMS Andrew (P423), un sous-marin diesel-électrique de la Royal Navy.
- L'USS Sawfish est représenté en tant que sous-marin de fiction nommé USS Moray, dans l'épisode de la saison 3, épisode 23 de Perry Mason, "The Case of the Slandered Submarine" (1960).
- Un épisode de la série télévisée The Silent Service (1957-1958) est dédié au Sawfish.